# Iranella turcmena
Iranella turcmena är en insektsart som beskrevs av Bei-bienko 1948. Iranella turcmena ingår i släktet Iranella och familjen Dericorythidae. Inga underarter finns listade i Catalogue of Life.